# Andrena gravida
Andrena gravida, auch Dicke Sandbiene oder Weiße Bindensandbiene genannt, ist eine solitäre Biene aus der Gattung der Sandbienen.

## Merkmale
Die recht großen Bienen weisen einen signifikanten Geschlechtsdimorphismus auf, wie es bei Bienen meist der Fall ist.

### Weibchen
Die Weibchen von Andrena gravida sind etwa 12–14 mm groß. Sie haben eine helle Behaarung im Gesicht, die Thoraxoberseite ist hellbraun, die Unterseite und die kräftig ausgeprägten Fransen an den Tergiträndern sind weiß. Die Scopae sind orange. Die Endfranse am Hinterleib ist dunkel.

### Männchen
Die Männchen von Andrena gravida sind etwa 10–13 mm groß. Das Männchen ist allgemein hellbraun behaart. Es hat reichlich Haare im Gesicht. An den Augenrändern sind diese schwarz, ansonsten hell. Der Hinterleib ist recht haarig, die Binden an den Tergiträndern sind nur schwach ausgeprägt.

### Ähnliche Arten
Andrena gravida ähnelt der häufigen Gemeinen Sandbiene, ist aber deutlich größer. Außerdem hat Andrena gravida eine hellere Behaarung auf der Bauchseite und an den Tergiträndern. Eine weitere sehr ähnliche Art ist die seltene Andrena chrysopyga. Diese hat am Hinterleibsende eine orangefarbene Franse. Bei A. gravida ist die Endfranse dunkel.

## Vorkommen
Andrena gravida ist in Europa in warmen und gemäßigten Breiten weit verbreitet. Im Westen wird sie bis Frankreich, England und Schottland gefunden, im Osten bis in die Türkei und weit nach Russland. In Deutschland ist die Art noch einigermaßen häufig, wobei sie im Norden seltener ist als im Süden.

## Lebensweise
Die Tiere sind univoltin, sie fliegen im Frühling von Ende März bis Mai. Ihre Nester legen sie im Boden an, meist versteckt zwischen Vegetation auf Wiesen und Böschungen. An geeigneten Stellen werden die Nester in lockeren Gruppen angelegt. Andrena gravida ist polyektisch, sie besucht viele verschiedene Pflanzenarten, um Pollen und Nektar zu sammeln.

### Parasiten
Nomada bifasciata ist ein Brutparasit bei Andrena gravida. Sie ist wie ihr Wirt univoltin. Bombylius major und Satellitenfliegen aus der Gattung Leucophora bedrohen die Nester ebenfalls.